# 克拉科韋茨
克拉科韋茨，是烏克蘭西部利沃夫州亞沃里夫區亞沃里夫市鎮内的市級鎮。該鎮距離亞沃里夫21公里，始建於1320年，面積1.46平方公里，2013年人口1,121人，人口密度每平方公里767.81人。
該鎮是烏克蘭的其中一個邊境管制站，位於與波蘭的邊界。2022年，俄國入侵烏克蘭後，產生了重大的難民危機，而克拉科韋茨就成為了其中烏克蘭人民逃難的出口之一。